# Martin Wallimann
Martin Wallimann (* 4. November 1958 in Alpnach; † 5. Februar 2014 in Sarnen) war ein Schweizer Verleger, Kunstdrucker, Ausstellungsmacher, Kunstlehrer und Politiker.

## Leben
Martin Wallimann wuchs in Alpnach auf. Er machte eine Ausbildung zum Offsetdrucker an der Graphischen Fachschule in Aarau. 1993 gründete er ein handwerkliches Atelier für Druckgrafik, zunächst mit einer handwerklichen Buchdruckerpresse, später kam eine Steindruckpresse dazu, mit der er Lithografien abzog. Viele Kunstschaffende wie beispielsweise Franz Bucher, Konrad Abegg und Godi Hirschi arbeiteten mit Wallimann zusammen. «Martin Wallimanns Atelier wurde zur kreativen Schmiede … Das Atelier für Originalgrafiken wurde zum überaus kreativen Glücksfall für die Kunst in der Zentralschweiz.»
1991 gründete Wallimann in Alpnach den Verlag Martin Wallimann, in dem er pro Jahr rund zehn Titel in den Sparten belletristische und dokumentierende Literatur, Kunst, Lyrik und Anagramme herausgab. Bis zu seinem Tod im Jahr 2014 hat Wallimann über 200 Bücher verlegt. Der Verlag stellte auf Ende 2014 seinen Betrieb ein. Verlag und der Verlagszirkel wurden Anfang 2015 aufgelöst, das gesamte Verlagsprogramm von dem Verlag edition bücherlese in Hitzkirch übernommen. Die Druckmaschinen sollen in Alpnach verbleiben und im Rahmen eines Zentrums der grafischen Künste weiter von Künstlern und Druckgrafikern genutzt werden.
Wallimann initiierte mehrerer Literatur- und Kulturveranstaltungen, unter anderem die Bauernhoflesungen in der Ronmühle in Schötz, die jährliche Lyrik-Nacht in Sarnen und die Buchmesse «Luzern bucht» in der Kornschütte in Luzern. Wallimann vermittelte die Kunst durch von ihm gestaltete Ausstellungen, wie beispielsweise im Kulturraum Schlosshof in Alpnach, den Kunstweg Alpnachstad 2002, die Kulturachse Horw 2007, den Kunstraum Obwalden (Turbine Giswil) 1997/1998/1999, die Anagrammtage Luzern seit 2001 und zuletzt durch die Ausstellung im Historischen Museum Sarnen über den Obwaldner Maler Giuseppe Haas-Triverio von August bis November 2013.
Ab 2000 hatte Wallimann einen Lehrauftrag für Bildnerisches und Technischen Gestalten an der Oberstufe in Sachseln.
Wallimann war verheiratet und Vater zweier Söhne. Er wohnte ab 2011 in Sarnen.

## Politische und öffentliche Ämter
Wallimann gehörte als Mitglied der CSP von 2000 bis 2005 dem Obwaldner Kantonsrat an, wo er sich vor allem für kulturelle und soziale Anliegen einsetzte.
Wallimann war Gründer der Leichtathletik-Riege des Turnvereins STV Alpnach und Vizepräsident des Innerschweizer Leichtathletikverbandes. Er galt als Förderer des Marathonläufers Viktor Röthlin.

## Auszeichnungen
- 2009: Innerschweizer Kulturpreis[7]

## Würdigungen
- «Wallimann zählte in der Schweiz zu den erfahrensten und vielseitigsten Kunstdruckern. Seine Bücher zeichnen sich alle durch eine grosse inhaltliche und gestalterische Sorgfalt aus.»[8]
- «Martin Wallimann prägte seit 25 Jahren das kulturelle Leben der Zentralschweiz wesentlich mit. Unzählige Künstler aus der Innerschweiz und darüber hinaus haben an seiner Seite Originalgraphiken hergestellt.»[8]
- «Martin Wallimann hat grosse Verdienste für die Zentralschweizer Kultur.»[3]